# Trichoptilus inclitus
Trichoptilus inclitus là một loài bướm đêm thuộc họ Pterophoridae. Nó được tìm thấy ở Úc.

## Hình ảnh

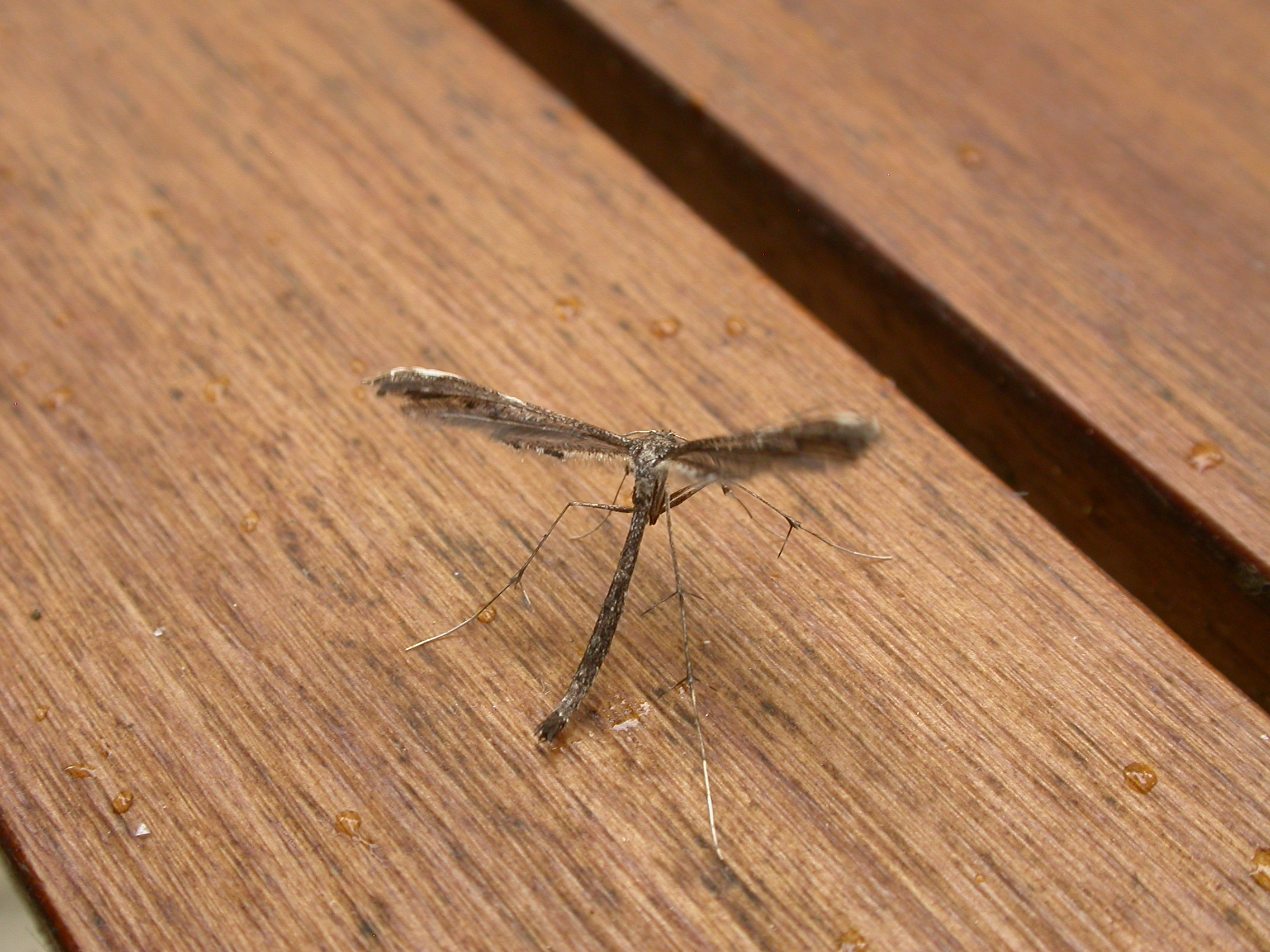
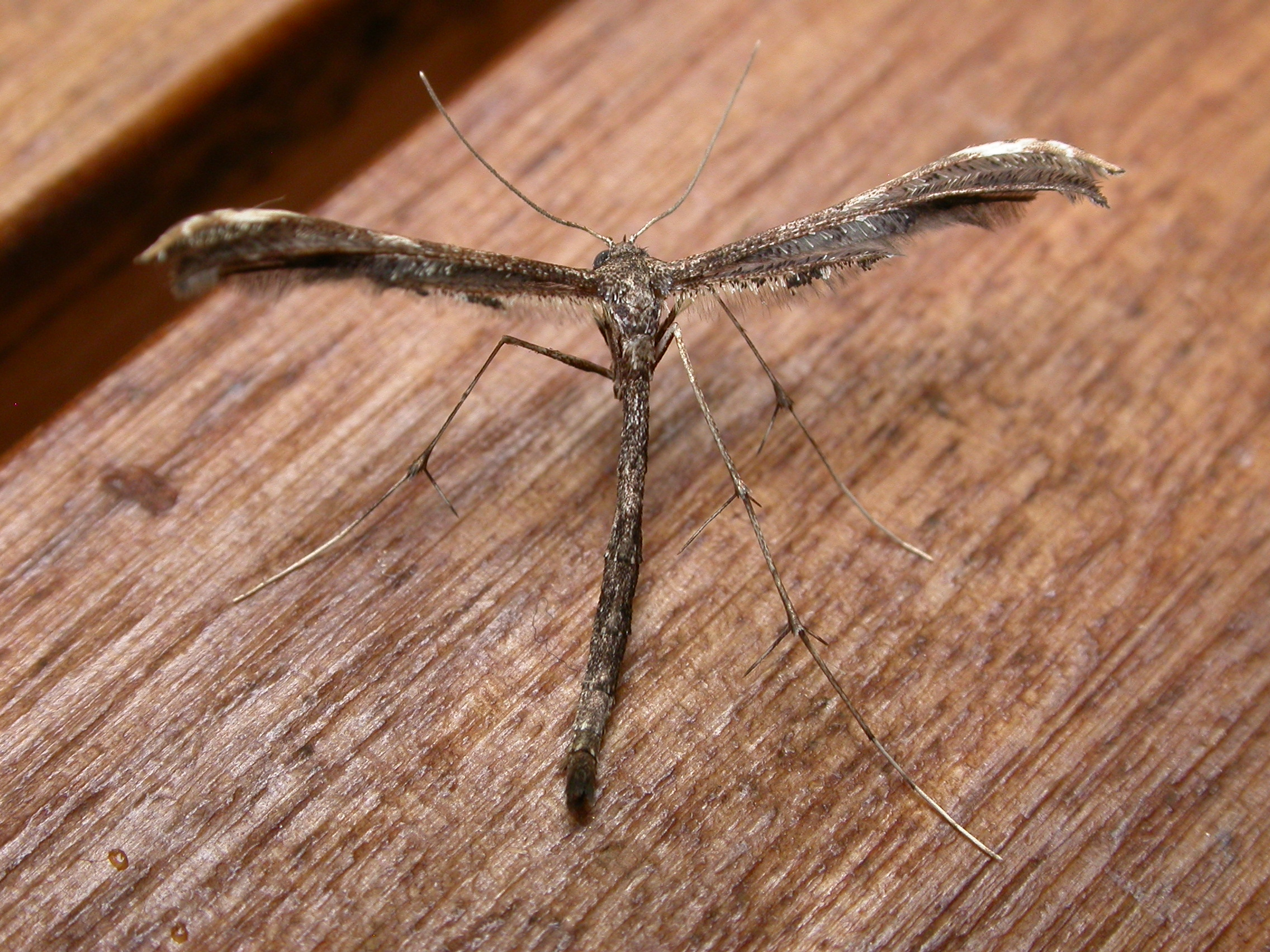